# 28 nivôse
28 frimaire 28 pluviôse
L'octidi 28 nivôse, officiellement dénommé jour du zinc, est le 118e jour de l'année du calendrier républicain.
C'était généralement le 17e jour du mois de janvier dans le calendrier grégorien.